# Cisterna d'Asti
Cisterna d'Asti, (Ser en piemontès) és un municipi situat al territori de la província d'Asti, a la regió del Piemont (Itàlia).
Limita amb els municipis de Canale, Ferrere, Montà i San Damiano d'Asti.
Pertanyen al municipi les frazioni de San Matteo, Saretto, Scaglia, Valmellana i Valzeglio.